# Mack LMSW
De Mack LMSW was een bergingsvoertuig van de Amerikaanse fabrikant Mack Trucks. Het voertuig is gemaakt op verzoek voor de Britse en Canadese strijdmachten. Tijdens en ook na de Tweede Wereldoorlog is het voertuig ingezet.

## Beschrijving
Bij het uitbreken van de Tweede Wereldoorlog had het Britse leger behoefte aan bergingsvoertuigen. De eigen productie van de Scammell Pioneer was onvoldoende om in de behoefte te voorzien. In New York hadden de Britten een inkooporganisatie opgezet om dicht bij potentiële leveranciers van allerlei oorlogsmaterieel te zitten. In 1941 plaatste de British Purchasing Commission een eerste order voor 193 bergingsvoertuigen.
Het bergingsvoertuig was grotendeels gebaseerd op een civiele model van Mack Trucks, de LM-serie. De bestuurderscabine bleef nagenoeg onveranderd, maar er werden steviger bumpers gemonteerd en een rek ter bescherming van de radiateur geplaatst. Op de laadruimte werd een kraan geplaatst. De 10,0 liter benzinemotor was van eigen makelij; een Mack EP met zescilinders met een vermogen van 160 pk. Van de zes wielen werden alleen de achterste vier aangedreven (6x4). De versnellingsbak had vijf versnellingen voor- en een achteruit. Door de installatie van een extra reductiebak konden de versnellingen in hoge- als lage gearing gebruikt worden (5F1Rx2). Er zijn vier versies ontwikkeld, maar deze verschillen voornamelijk wat de kraan betreft.

## Versies
- Mack LMSW-23 Dit was de eerste versie en was uitgerust met één hefarm. De Garwood kraan was naar achteren gericht en de hefarm uitschuifbaar, maar kon niet naar links of rechts worden gezwenkt. Het had een hefvermogen van circa 5 ton. Het voertuig is vooral herkenbaar aan de doosachtige vorm van de opbergruimte van het bergingsmaterieel (zie foto in infobox). Van deze versie zijn 193 stuks gefabriceerd. De Britten plaatste de order in 1941.
- Mack LMSW-39 In 1942 werd een vervolgorder geplaatst voor 181 exemplaren. De voertuigen weken nauwelijks af van de voorgaande versie. Ze hadden het Verre-Oosten en India als bestemming en kregen hiervoor een extra dak om oververhitting van de bestuurderscabine te voorkomen. De kraan was nu gefabriceerd door Mack, maar was verder gelijk aan die van Garwood van de eerste versie.
- Mack LMSW-53 Deze order kwam van de Canadese leger. De kraan werd vervangen door een exemplaar met twee hefarmen ook van Garwood uit Detroit. Deze armen waren naar buiten draaibaar waardoor de opbergruimten anders opgesteld moesten worden. Deze kregen nu een trapvorm. Om de stabiliteit van het voertuig tijdens het hijsen van zware lasten te verzekeren, kreeg de Mack twee, aan beide zijden één, stempels. De hefarm had een hefvermogen van 8 ton, en in combinatie zelfs 16 ton.
- Mack LMSW-57 Dit was de laatste order van de Canadezen voor 160 exemplaren. De meeste werden afgeleverd in 1944. De bestuurderscabine was nu open en kon worden afgedekt met canvas. De rest bleef, op kleine details na, ongewijzigd.

Na de Tweede Wereldoorlog hebben de Canadezen veel van deze voertuigen in Europa achtergelaten. Ze zijn opgenomen in de diverse strijdmachten die na de oorlog een groot gebrek aan materieel hadden. Nederland heeft een aantal van deze voertuigen in gebruik genomen bij de Koninklijke Landmacht. Ze kregen de Nederlandse typeaanduiding: Takelauto, Mack, 5-ton, 6x4.

## Naslagwerk
- (en)  Bart Vanderveen, Mack’s in the Services and Beyond, ISBN 1 870067 09 6